# لامبورغيني كونتاش

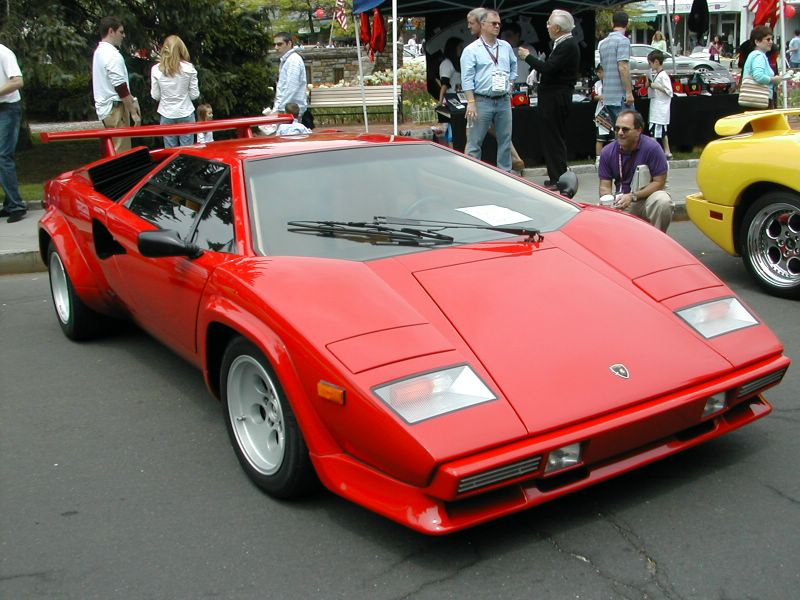
سيارة لامبورغيني كونتاش الإيطالية

لامبورغيني كونتاش (بالإيطالية: Lamborghini Countach)‏، هي سيارة رياضية إيطالية، صنعها شركة لامبورغيني للسيارات، امتدت فترة وجودها في بداية عام 1974م وتوقفت صناعتها عام 1990م، وجاءت هذه السيارة بسبب تعرض شركة لامبورغيني للمضايقة من قبل شركة فيراري
التي أطلقت سيارة ferrari f40

## وصلات خارجية
- The Lamborghini Countach line up at LamboCARS.com
- Countach 25th Anniversary

(بالروسية)